# 牛尾啓三
牛尾 啓三 (うしお　けいぞう、1951年10月20日 - ) は日本の彫刻家。兵庫県神崎郡福崎町出身。兵庫県立姫路西高等学校、京都教育大学を経て、京都市立芸術大学に学ぶ。

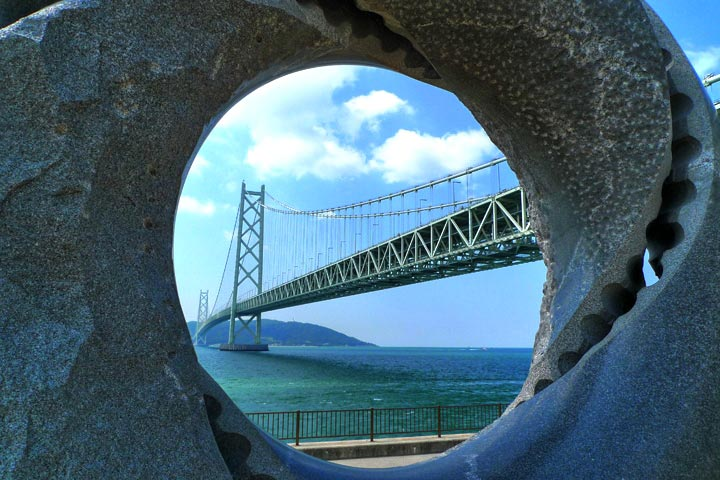
牛尾啓三の作品。原口忠次郎の偉業を記念したモニュメント「夢レンズ」（舞子公園内に設置）から明石海峡大橋を望む

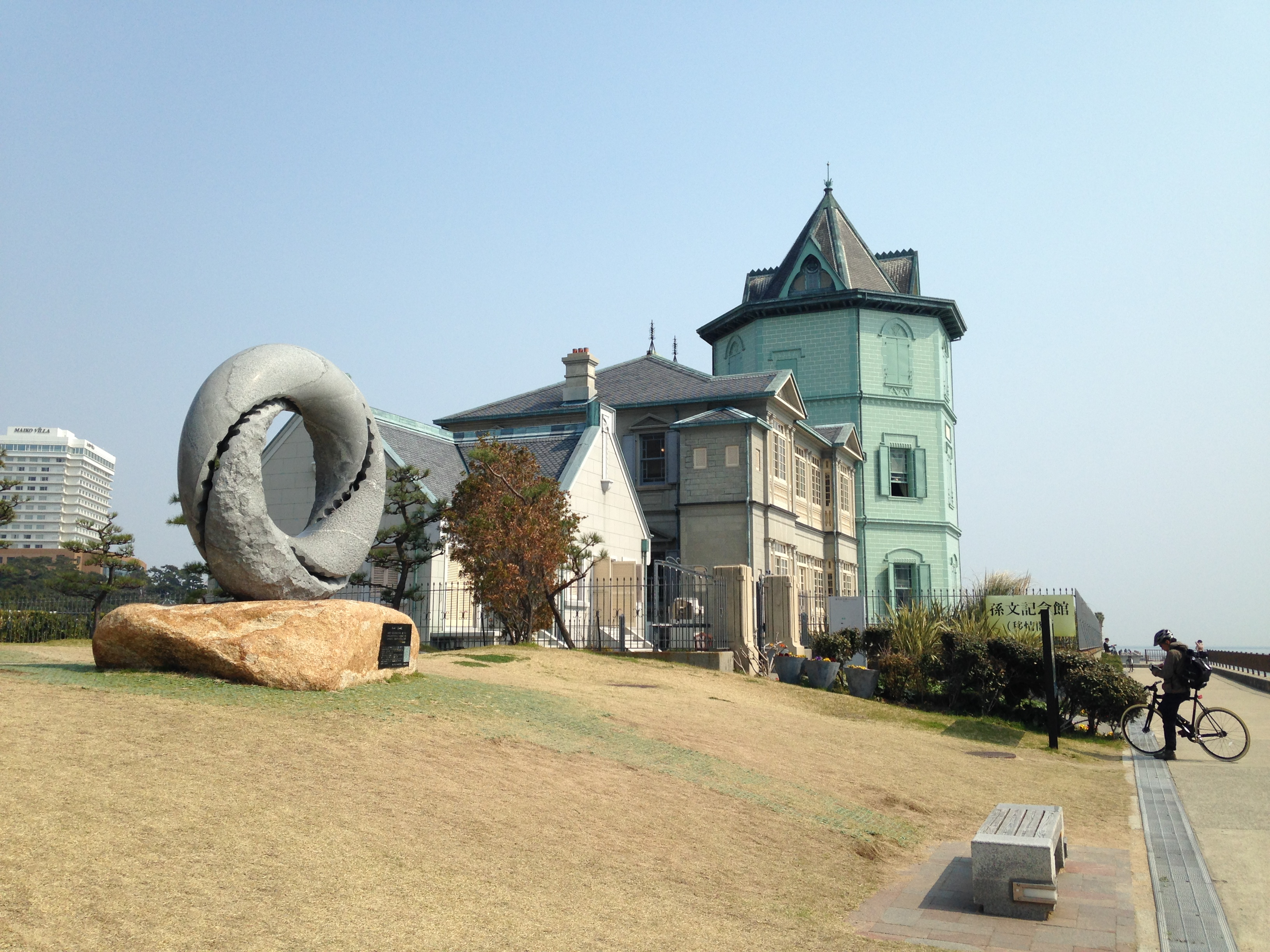
孫文記念館と「夢レンズ」